# Parc Natural de Tamadaba
El Parc Natural de Tamadaba o Pineda de Tamadaba és un parc natural situat al nord-oest de l'illa de Gran Canària (Canàries, Espanya). L'agost de 2019 un important incendi a l'illa de Gran Canària va afectar algunes zones del parc natural.

## Descripció
La seva major singularitat és la xarxa de barrancs, cingles i massissos d'aquesta zona que configuren un paisatge erosiu de contrastos, on es poden identificar elements naturals de notable interès geomorfològic. A Tamadaba es troba un de les pinedes naturals més ben conservades de l'illa, de notable eficàcia en la captació hidrològica, tal com testifica la presència de diverses preses artificials en el seu entorn. Altres biosistemes ben conservats són els de barrancs i els de tabaibal-cardonal de les zones baixes, a més dels hàbitats de cingles. En els cingles de Guayedra es troben diverses espècies amenaçades, algunes de les quals són exclusives d'aquest indret. A més a més, determinades espècies d'aus endèmiques i amenaçades troben en aquestes pinedes àrees idònies de nidificació. Des d'un punt de vista cultural, també hi destaquen algunes cases aïllades i en estat de semiabandonament, així com la importància arqueològica de zones com El Risco i la vall de Guayedra.

## Flora

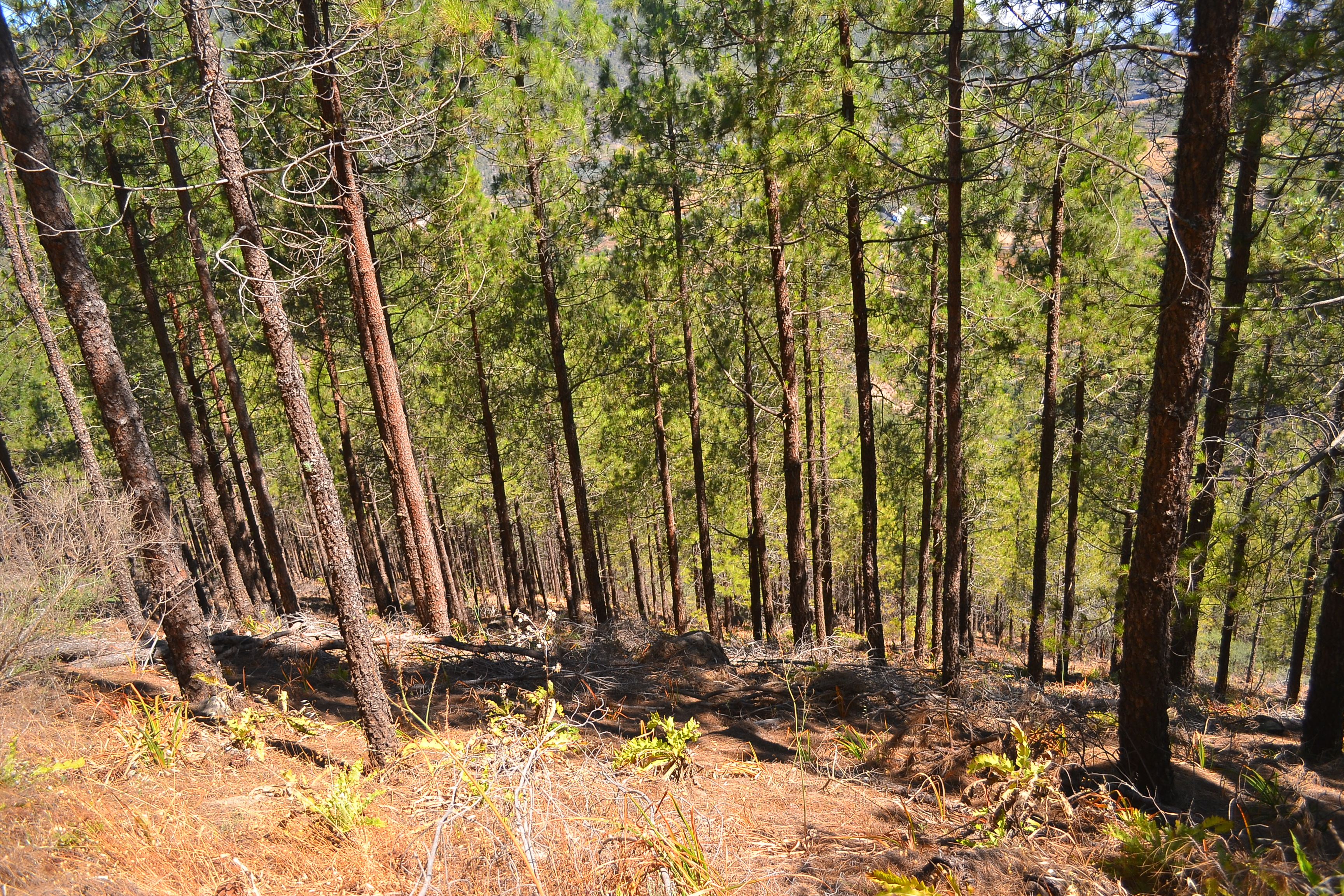
Vegetació al parc.

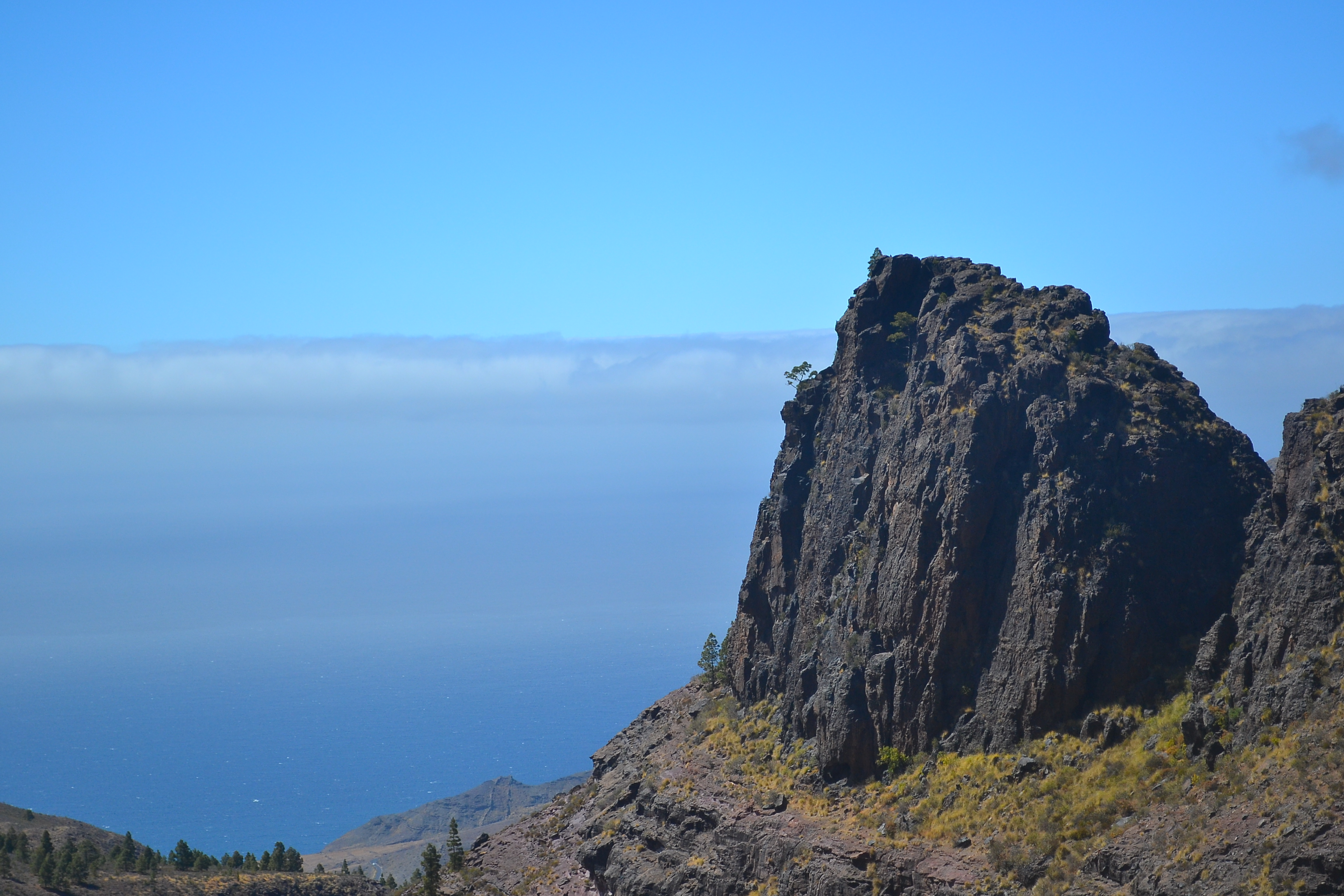
Cims del Massís amb clapes de pi canari.

Dins de l'àmbit territorial del parc natural existeix una gran varietat d'hàbitats en els quals es desenvolupen comunitats vegetals de notable valor ecològic que contenen més de 200 espècies vegetals. Fins a 16 d'aquests hábitats són considerats prioritaris per la Directiva d'Hàbitats de la Unió Europea i en ells destaca el fort component endèmic i la presència d'espècies en perill de conservació. Dins dels endemismes hi ha 6 espècies que són exclusives del parc, la major part d'elles espècies rupícoles, 33 endemismes de Gran Canària on destaca l'Argyranthemum lidii, la Globularia ascanii, la Micromeria pineolens, l'Isoplexis isabelliana, la Scrophularia calliantha o el Sventenia bupleuroides i 64 endemismes de l'arxipèlag canari. Més de 50 tàxons es troben amenaçats per la degradació del medi natural. D'aquests, 17 estan catalogats com a vulnerables i 9 en perill d'extinció.
Les zones baixes i seques del massís de Tamadaba estan en general ocupades per comunitats de Phoenix canariensis mentre que les zones més humides, vessants orientats al nord amb influència dels vents alisis, apareixen les pinedes humides de Pinus canariensis. Els palmerars de major valor ecològic del parc són d'origen natural o seminatural resultat de l'aprofitament agrícola de palmerars locals. Apareixen associats amb el cornical (Periploca laevigata), el tasaigo (Rossa fruticosa), el belo (Plocama pendula) i el drago (Dracaena draco). Aquesta comunitat es troba al barranc de les cases del Furel, prop del barranc de Tifaracas, a El Risco i a Guayedra.
La pineda humida, presenta un sotabosc format per Phillyrea angustifolia, bruc (Erica arborea), Ilex canariensis, Micromeria pineolens i clapes de bosc de laurisilva, d'Arbutus canariensis i llorer (Laurus novocanariensis). Aquesta pineda humida, única en tot l'arxipèlag, es troba a l'àrea delimitada pel Lomo de Faneque, el Pico de Tamadaba i el Lomo de La Cañada de Cho Marco. Les zones mitjanes baixes situades en vessants suaus amb sòls no exposats a la influència salinizadora del mar es troben ocupades ocupades per Euphorbia canariensis que forma comunitats xerófiles.
A les zones on pot desenvolupar-se, creix un matollar termoesclerofil·le amb almacigals i palmerars a les zones properes a valls, amb Cistus monspeliensis i Genista linifolia, més ric en espècies i on poden aparèixer de forma puntual exemplars de savines (Juniperus turbinata) i dragos (Dracaena draco). En aquestes pinedes humides existeix una alta divesitat de fongs, el 66% de les prop de 150 espècies registrades al parc entre les quals hi destaquen, Cystoderma terrei var. nogalesii, Boletopsis subsquamosa, Galera marginata o Lactarius deliciosus.
Als barrancs propers als cursos d'aigua hi apareixen palmerars de Phoenix canariensis i de Tamarix canariensis al Barranc del Cingle i a El Aguadulce, i en punts aïllats hi poden apareixen petites formacions de Pistacia atlantica i alguns exemplars de cedre canari Juniperus cedrus, molt rar a l'illa.
Prop de la costa apareixen Euphorbia balsamifera, Euphorbia aphylla o Camptoloma canariense. En aquestes comunitats xèrico-halòfitess, molt influenciades per l'aerosol marí i l'alta salinitat, hi apareix el major percentatge d'endemismes locals que ocupen una àrea d'important extensió entre la punta del Dedo de Dios, la Playa del Cuervo i la Punta de las Arenas. Les comunitats rupícoles presents arriben a assolir els 600 metres d'altitud a la zona d'Andén Verde, on hi destaca la presència de semprevives (Limunium benmageci), mostassa de Guayedra (Descurainia artemisioides) i Crambe tamadabensis.
On hi ha platges litorals, especialment en l'Estancia del Mando i a la Punta de las Arenas, aquestes estan formades per dunes mòbils que no arriben a estabilitzar-se per l'acció del vent i la sorra dipositada penetra uns quants metres a l'interior. En aquestes zones sorrenques i pedregoses s'hi desenvolupa una comunitat psamòfila on prenomina la comunitat denominada matoll de raïm de mar amb diverses espècies del gènere Frankenia, el raïm de mar (Zygophyllum fontanesii), Suaeda vora, l'arç de mar (Lycium intricatum), l'argelaga (Launaea arborescens), Astydamia latifolia i la sempreviva de mar (Limonium pectinatum).

## Fauna
La fauna és igualment notable, destacant especialment les aus i els rèptils. Entre les aus sobresurten dues joies de l'avifauna canària com és la presència del Dendrocopos major sbsp. thanneri i del pinsà blau (Fringilla polatzeki) de Gran Canària. Tamadaba acull la majoria de les aus presents a l'illa. No resulta difícil observar per sobre dels pins alguna parella de Buteo buteo sbsp. insularum, tranquil·les o molestades per Falco tinnunculus, i amb una mica de sort i atenció poden arribar-se a observar falcons pelegrins o esparvers. I entre les branques dels pins els més diversos ocells: Parus caeruleus, Phylloscopus canariensis o capsigranys (Lanius meridionalis), en les tolles i deus: Motacilla cinerea sbsp. canariensis.
En tota l'àrea del Parc però especialment a les zones baixes es poden observar el llangardaix gegant grancanari (Gallotia stehlini) i igualment la llisa de cua verda o blava (Chalcides sexlineatus). Els invertebrats, molt més nombrosos però més difícils de percebre, presenten un alt grau d'endemismes, des dels àmpliament representats com l'Acrostira tamarani fins a l'escarabat endèmic (Pimelia estevezi), exclusiu de la platja fòssil de Punta de las Arenas.